# Hyagnis vagemaculatus
Hyagnis vagemaculatus là một loài bọ cánh cứng trong họ Cerambycidae.